# Amanita
Amanita Pers., 1797 è un genere di funghi basidiomiceti della famiglia Amanitaceae. A questo genere appartengono sia le specie di funghi velenosi più mortali che esistano (Amanita phalloides, Amanita verna e Amanita virosa) che Amanita caesarea, il fungo considerato unanimemente come migliore commestibile tra quelli europei.

## Descrizione

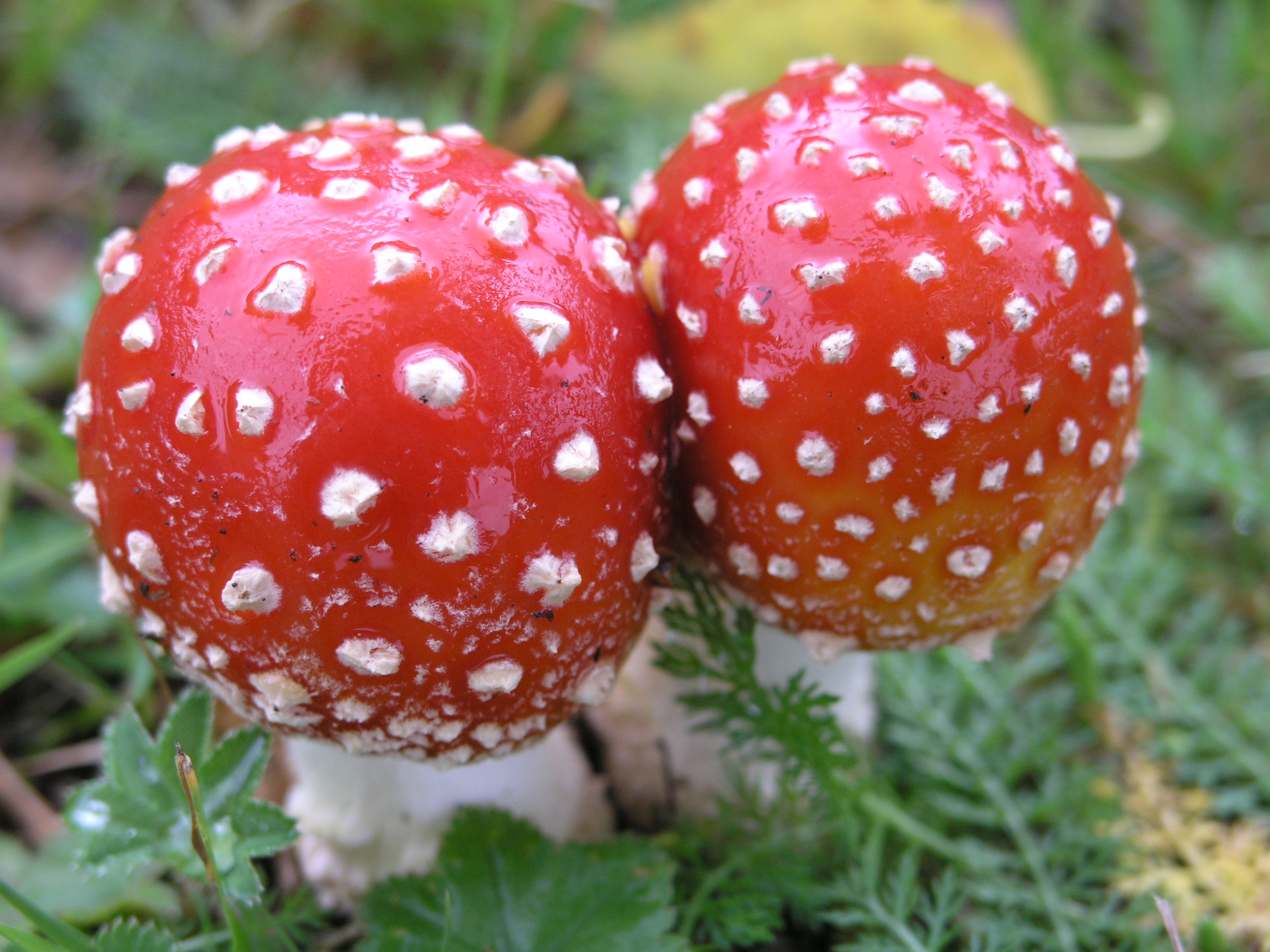
Amanita muscaria

Sono funghi a struttura eterogenea, in cui cioè è facile separare il cappello dal gambo.

Hanno lamelle libere al gambo, più o meno fitte, spesso bianche o biancastre.

Sono caratterizzati da un velo generale che avvolge completamente il fungo allo stato primordiale, che poi lascia tracce più o meno evidenti alla base del gambo (volva) e sul cappello (verruche).

È anche quasi sempre presente un velo parziale a protezione dell'imenio: l'anello.

Le spore sono ovoidali o ellissoidali, amiloidi e non amiloidi, lisce,  bianche in massa (funghi leucosporei), sprovviste di poro germinativo.

## Commestibilità
Numerose le specie commestibili, altrettante quelle non eduli ed in alcuni casi mortali.
- Esempi di specie letali: Amanita phalloides, Amanita verna ed Amanita virosa.
- Esempi di specie molto velenose: Amanita pantherina.
- Esempi di specie velenose: Amanita muscaria, Amanita proxima.
- Esempi di specie scadenti: Amanita citrina
- Esempi di specie sospette: Amanita junquillea, Amanita ovoidea.
- Esempi di specie eduli previa cottura: Amanita rubescens, Amanita vaginata (con tutte le sue varietà).
- Esempi di specie eduli di ottima qualità: Amanita caesarea e Amanita crocea

## Tassonomia
Il genere Amanita viene a sua volta suddiviso in due sottogeneri con le relative sezioni.

### SottogenereAmanita

#### SezioneAmanita
| - Amanita agglutinata (Berk. & Curt.) Lloyd - Amanita albocreata G. F. Atk. - Amanita altipes Zhu L. Yang, M. Weiss & Oberw. - Amanita aprica J. Lindgr.& Tulloss - Amanita armeniaca A. E. Wood - Amanita aurantiosquamosa Trueblood, O. K. Mill. & Dav. T. Jenkins - Amanita aurantiovelata Schalkw. & G. M. Jansen - Amanitopsis albopulverulenta Beeli - Amanita basiana Tulloss & M. Traverso - Amanita bingensis (Beeli) R. Heim - Amanita breckonii Ammirati & Thiers - Amanita brunneoconulus Bas & Gröger - Amanita calochroa C. Simmons, T. Henkel & Bas - Amanita chrysoleuca Pegler - Amanita concentrica T. Oda, C. Tanaka & Tsuda - Amanita conicogrisea A. E. Wood - Amanita crematelloides A. E. Wood - Amanita crenulata Peck - Amanita cystidiosa O. K. Mill. & Lodge - Amanita diemii Singer - Amanita elata (Massee) Corner & Bas - Amanita eliae Quél. - Amanita farinosa Schwein. - Amanita fibrillopes O. K. Mill. - Amanita friabilis (Karst.) Bas - Amanita frostiana (Peck) Sacc. - Amanita frostiana var. pallidipes Peck - Amanita gemmata (Fr.) Bertillon in Dechambre - Amanita gemmata f. amici (Gillet) E. J. Gilbert - Amanita gioiosa Curreli ex Curreli - Amanita grauiana Garrido - Amanita guzmanii Cifuentes, Villegas & Santiago - Amanita heterochroma Curreli - Amanita hyperborea (Karst.) Fayod - Amanita ibotengutake T. Oda, C. Tanaka & Tsuda - Amanita kwangsiensis Y. C. Wang - Amanita lanivolva Bas - Amanita levistriata Dav. T. Jenkins - Amanita melleiceps Hongo (t.b.d.) - Amanita merxmuelleri Bresinsky & Garrido - Amanita microspora O. K. Mill. - Amanita mira Corner & Bas | - Amanita monticulosa (Berk. & Curt.) Sacc. - Amanita morenoi Raithelh. - Amanita multisquamosa Peck - Amanita muscaria (L.:Fr.) Lam. - Amanita nehuta G. S. Ridl. - Amanita nigrescens G. Stev. - Amanita obsita Corner & Bas - Amanita orientigemmata Zhu L. Yang & Yoshim. Doi - Amanita pantherina (DC.:Fr.) Krombh. - Amanita parcivolvata (Peck) E. J. Gilbert - Amanita parvipantherina Zhu L. Yang, M. Weiss & Oberw. - Amanita pseudogemmata Hongo - Amanita pulverotecta Bas - Amanita regalis (Fr.) Michael = A. muscaria var. regalis - Amanita rhodophylla Beeli - Amanita roseitincta (Murrill) Murrill - Amanita roseophylla Dav. T. Jenkins - Amanita rubrovolvata S. Imai - Amanita rufoferruginea Hongo - Amanita russuloides (Peck) Sacc. - Amanita siamensis R. Sanmee, Zhu L. Yang, P. Lumyong & S. Lumyong - Amanita silvatica Guzmán - Amanita sinensis Zhu L. Yang - Amanita stranella E. J. Gilbert & Snell - Amanita striatuloides A. E. Wood - Amanita subfrostiana Zhu L. Yang - Amanita subglobosa Zhu L. Yang - Amanita subrecutita (Murrill) Murrill - Amanita subvaginata (Cleland & Cheel) E. J. Gilbert - Amanita sychnopyramis Corner & Bas (incomplete) - Amanita taiepa G. S. Ridl. - Amanita toxica Lazo nom. inval. - Amanita umbrinella E. J. Gilbert & Cleland - Amanita umbrinelloides A. E. Wood - Amanita umbrinodisca (Murrill) Murrill - Amanita ushuaiensis (Raithelh.) Raithelh. - Amanita velatipes G. F. Atk. - Amanita wellsii (Murrill) Murrill - Amanita xanthocephala (Berk.) D. A. Reid & Hilton - Amanita xerocybe Bas - Amanita xylinivolva Tulloss, Ovrebo & Halling |

#### SezioneVaginatae (ExAmanitopsis)
| - Amanita albovolvata A. E. Wood - Amanita angustilamellata (Höhn.) Boedijn - Amanita annulatovaginata Beeli - Amanita annulatovaginata var. citrina Beeli - Amanita antillana R. W. G. Dennis - Amanita aporema Boedijn - Amanita arctica Bas, Knudsen & Borgen - Amanita argentea Huijsman - Amanita arkansana Rosen - Amanita atrofusca Zhu L. Yang - Amanita aurea (Beeli) E.- J. Gilbert - Amanita banningiana Tulloss nom. prov. - Amanita basii Guzmán & Ramírez-Guillén - Amanita beckeri Huijsman - Amanita biovigera Singer - Amanita bresadolana Neville & Poumarat - Amanita brunneofuliginea Zhu L. Yang - Amanita caesarea (Scop.:Fr.) Pers. - Amanita caesareoides Lyu. N. Vassilieva - Amanita calopus Beeli - Amanita calyptrata var. albescens Peck - Amanita calyptratoides Peck - Amanita castaneogrisea Contu nom. inval. - Amanita ceciliae (Berk. & Broome) Bas - Amanita chepangiana Tulloss & Bhandary - Amanita cinctipes Corner & Bas - Amanita cinereoannulosa Cleland - Amanita cinnamomescens Tulloss, S. H. Iqbal, & A. N. Khalid - Amanita cistetorum Contu & Pacioni - Amanita coacta Bas - Amanita cokeriana Singer - Amanita colombiana Tulloss, Ovrebo & Halling - Amanita constricta Ammirati & Thiers - Amanita craseoderma Bas - Amanita crebresulcata Bas - Amanita crocea (Quél. in Bourd.) Singer ex Singer - Amanita dryophila Consiglio & Contu - Amanita dunicola Guzmán - Amanita egregia D. A. Reid - Amanita elegans Beeli - Amanita esculenta Hongo & I. Matsuda - Amanita flammeola Pegler & Piearce - Amanita flavescens (E. J. Gilbert & S. Lund.) Contu - Amanita floridana (Murrill) Dav. T. Jenkins ex Tulloss - Amanita fuligineodisca Tulloss, Ovrebo & Halling - Amanita fuscostriata Pegler - Amanita fulva (Schaeff.) Fr. - Amanita garabitoana Tulloss, Halling & G. M. Muell. - Amanita griseofolia Zhu L. Yang - Amanita groenlandica Bas ex Knudsen & Borgen - Amanita hamadae Nagas. & Hongo - Amanita hemibapha (Berk. & Broome) Sacc. - Amanita hemibapha var. ochracea Zhu L. Yang - Amanita huijsmanii F. Massart & Rouzeau - Amanita humboldtii Singer - Amanita hunanensis Y. B. Peng & L. H. Liu - Amanita illudens Sacc. - Amanita imazekii T. Oda, C. Tanaka & Tsuda - Amanita incarnatifolia Zhu L. Yang - Amanita infusca E. J. Gilbert - Amanita islandica Melot - Amanita jacksonii Pomerleau - Amanita javanica (Corner & Bas) T. Oda, C. Tanaka & Tsuda - Amanita lactea Malenç., Romagn. & D. A. Reid - Amanita lanei (Murrill) Sacc. & Trotter - Amanita laurae Guzmán & Ramírez-Guillén - Amanita lignitincta Zhu L. Yang - Amanita lividopallescens (Secr. ex Gillet) Boud. - Amanita liquii Zhu L. Yang, M. Weiss & Oberw. | - Amanita longistriata (S. Imai) E. J. Gilbert - Amanita loosii Beeli - Amanita luteoflava Beeli - Amanita luteovergens Coccia & Migl. - Amanita mafingensis Härk. & Saarim. in Härk., Saarim. & Mwasumbi - Amanita magnivolvata Aalto - Amanita mairei Foley - Amanita malleata (Piane ex Bon) Contu - Amanita masasiensis Härk. & Saarim. in Härk., Saarim. & Mwasumbi - Amanita mortenii Knudsen & Borgen - Amanita murinoflammeum Tulloss, A. M. Young & A. E. Wood - Amanita murrilliana Singer - Amanita nivalis Greville - Amanita oblongispora Contu ex Tulloss & Contu - Amanita ochraceomaculata Neville, Poumarat & Fraiture - Amanita ochraceopallida Contu - Amanita olivaceogrisea Kalamees - Amanita orientifulva Zhu L. Yang, M. Weiss & Oberw. - Amanita ovalispora Boedijn - Amanita pachycolea Stuntz in Thiers & Ammirati - Amanita pachysperma G. F. Atk. - Amanita pachyvolvata (Bon) Krieglst. - Amanita pakistanica Tulloss, S. H. Iqbal & A. N. Khalid - Amanita pallidobrunnea A. E. Wood - Amanita pallidocarnea (Höhn.) Boedijn - Amanita pallidochracea A. E. Wood - Amanita pallidofumosa A. E. Wood - Amanita pekeoides G. S. Ridl. - Amanita populiphila Tulloss & E. Moses - Amanita princeps Corner & Bas - Amanita protecta Tulloss & G. Wright - Amanita pseudospreta Raithelh. - Amanita pseudovaginata Hongo - Amanita pudibunda R. Heim ex R. Heim - Amanita pudica (Beeli) E. J. Gilbert - Amanita punctata (Cleland & Cheel) D. A. Reid - Amanita ristichii Tulloss - Amanita robusta Beeli - Amanita romagnesiana Tulloss - Amanita roseolamellata A. E. Wood - Amanita rubromarginata Har. Takahashi - Amanita sampajensis A. V. Sathe & S. M. Kulk. - Amanita similis Boedijn - Amanita sinicoflava Tulloss - Amanita sordidobubalina A. E. Wood - Amanita sororcula Tulloss, Ovrebo & Halling - Amanita spreta (Peck) Sacc. - Amanita spretella (Murrill) Murrill - Amanita strobilaceovolvata Beeli - Amanita submembranacea (Bon) Gröger - Amanita subnudipes (Romagn.) Tulloss - Amanita subvirginiana (Murrill) Murrill - Amanita supravolvata Lanne - Amanita tainaomby Heim - Amanita tanzanica Härk. & Saarim. in Härk., Saarim. & Mwasumbi - Amanita tomentosivolva Zhu L. Yang - Amanita tuza Guzmán - Amanita umbrinolutea (Secr. ex Gillet) Bataille - Amanita umbrinolutea var. flaccida D. A. Reid - Amanita vaginata (Bull.:Fr.) Vitt. - Amanita vaginata var. alba Gillet - Amanita vaginata var. submembranacea - Amanita velosa (Peck) Lloyd - Amanita verrucosivolva Zhu L. Yang - Amanita violettae Tulloss - Amanita virginiana (Murrill) Murrill - Amanita yema Guzmán & Ramírez-Guillén - Amanita yuaniana Zhu L. Yang - Amanita yucatanensis Guzmán - Amanita zambiana Pegler & Piearce |

### SottogenereLepidella

#### SezioneLepidella
| - Amanita abrupta Peck - Amanita advena Tulloss, Ovrebo & Halling - Amanita afrospinosa Pegler & Shah-Sm. - Amanita albidannulata A. E. Wood - Amanita albidoides A. E. Wood - Amanita albifimbriata O. K. Mill. - Amanita alboflavescens Hongo - Amanita albofloccosa A. V. Sathe & S. D. Deshp. - Amanita albosquamosa A. E. Wood - Amanita alboverrucosa A. E. Wood - Amanita alliacea (Murrill) Murrill - Amanita allostraminea A. E. Wood - Amanita altifissura Dav. T. Jenkins - Amanita amanitoides (Beeli) Bas - Amanita ameghinoi (Speg.) Singer - Amanita ananaeceps (Berk.) Sacc. - Amanita ananaecepitoides A. E. Wood - Amanita angustispora Cleland - Amanita annulalbida A. E. Wood - Amanita armillariiformis Trueblood & Dav. T. Jenkins in O. K. Mill., Trueblood & Dav. T. Jenkins - Amanita atkinsoniana Coker - Amanita aureofloccosa Bas - Amanita austroviridis O. K. Mill. - Amanita basibulbosa A. E. Wood - Amanita berkeleyi (Hooker f. in Berk.) Bas - Amanita boliviana Bas nom. prov. - Amanita borneensis Boedijn - Amanita boudieri Barla - Amanita boudieri var. beillei (Beauseign.) Neville & Poumarat - Amanita brunneiphylla O. K. Mill. - Amanita bubalina Bas - Amanita californica Bas nom. prov. - Amanita canescens Dav. T. Jenkins - Amanita carneiphylla O. K. Mill. - Amanita castanopsis Hongo - Amanita centunculus Corner & Bas - Amanita chlorinosma (Peck in Austin) Lloyd - Amanita chlorophylla A. E. Wood - Amanita cinerascens A. E. Wood - Amanita cinereoconia G. F. Atk. - Amanita cinereoconia var. croceescens Bas - Amanita cinereopannosa Bas - Amanita clelandii E. J. Gilbert - Amanita codinae (R. Maire) Singer - Amanita cokeri (E. J. Gilbert & Kühner) E. J. Gilbert - Amanita conara Tulloss, Halling & G. M. Muell. - Amanita conicobulbosa Cleland - Amanita conicoverrucosa A. E. Wood - Amanita costaricensis Tulloss, Halling, G. M. Muell. & Singer - Amanita crassa Bas - Amanita crassiconus Bas - Amanita cylindrispora Beardslee - Amanita daucipes (Mont.) Lloyd - Amanita dumosorum D. A. Reid - Amanita effusa (Kalchbr.) D. A. Reid - Amanita eijii Zhu L. Yang - Amanita elongatispora A. E. Wood - Amanita eriophora (Berk.) E. -J. Gilbert - Amanita farinacea (Cooke & Masee) Cleland &Cheel. - Amanita fernandeziana Singer ad. int. - Amanita flaviphylla O. K. Mill. - Amanita flavofloccosa Nagas. & Hongo - Amanita foetens Singer - Amanita foetens var. grassii Raithelh. - Amanita foetidissima D. A. Reid & Eicker - Amanita gilbertii Beauseign. - Amanita gossypino-annulata D. A. Reid - Amanita gracilenta A. E. Wood - Amanita gracilior Bas ex Bas & Honrubia - Amanita grallipes Bas & de Meijer - Amanita griseibrunnea O. K. Mill. - Amanita griseoconia D. A. Reid - Amanita griseofarinosa Hongo - Amanita griseovelata D. A. Reid - Amanita griseoverrucosa Zhu L. Yang - Amanita grossa (Berk.) Sacc. - Amanita gymnopus Corner & Bas - Amanita hesleri Bas - Amanita hiltonii D. A. Reid - Amanita hongoi Bas - Amanita inodora (Murrill) Bas | - Amanita inopinata D. A. Reid & Bas - Amanita japonica Hongo ex Bas - Amanita kammala Grgur. - Amanita konkanensis A. V. Sathe & S. M. Kulk. - Amanita kotohiraensis Nagas. & Mitani - Amanita labordei Bouriquet - Amanita lanosa Beeli - Amanita lanosula Bas - Amanita lilloi Singer in Singer & Digilio - Amanita limbatula Bas - Amanita longipes Bas ex Tulloss & Dav. T. Jenkins - Amanita luteivolvata O. K. Mill. - Amanita lutescens Hongo - Amanita magniverrucata Thiers & Ammirati - Amanita manicata (Berk. & Broome) Pegler - Amanita marginata Dav. T. Jenkins - Amanita microlepis Bas - Amanita miculifera Bas & Hatan. - Amanita miomboensis Pegler & Shah-Sm. - Amanita mumura G. S. Ridl. - Amanita mutabilis Beardslee - Amanita nana Singer - Amanita nauseosa (Wakef.) D. A. Reid - Amanita ochraceobulbosa A. E. Wood - Amanita ochrophylla (Cooke & Massee) Cleland - Amanita ochrophylloides D. A. Reid - Amanita ochroterrea Gentilli ex Bas - Amanita odorata Beeli - Amanita onusta (Howe) Sacc. - Amanita pagetodes D. A. Reid - Amanita pallidoflavescens Dav. T. Jenkins - Amanita parva (Murrill) Murrill - Amanita pegleri Tulloss - Amanita pelioma Bas - Amanita perpasta Corner & Bas - Amanita pleropus (Kalchbr. & MacOwan) D. A. Reid - Amanita pareparina G. S. Ridl. - Amanita polypyramis (Berk. & Curt.) Sacc. - Amanita praeclara (Pearson) Bas - Amanita praelongispora (Murrill) Murrill - Amanita prairiicola Peck - Amanita preissii (Fr.) Sacc. - Amanita pulverulenta Beeli - Amanita pumatona G. S. Ridl. - Amanita pyramidifera D. A. Reid - Amanita pyramidiferina A. E. Wood - Amanita ravenelii (Berk. & Curt.) Sacc. - Amanita rhoadsii (Murrill) Murrill - Amanita rhoadsii var. flavotingens Bas - Amanita rhopalopus Bas - Amanita rhopalopus f. turbinata Bas - Amanita roanokensis Coker - Amanita rosea D. A. Reid - Amanita roseolescens (Pearson) Bas - Amanita sculpta Corner & Bas - Amanita silvicola Kauffman - Amanita silvifuga Bas - Amanita singeri Bas - Amanita smithiana Bas - Amanita sphaerobulbosa Hongo - Amanita squarrosa Nagas. & Hongo - Amanita straminea (Cleland) - Amanita strobilacea (Cooke) Sacc. - Amanita strobiliformis (Paul. ex. Vitt.) Bertillon - Amanita subalbida Cleland - Amanita subcaligata (A. H. Sm. & P. M. Rea) A. H. Sm. ex Tulloss - Amanita sublutea (Cleland) E. J. Gilbert - Amanita subsolitaria (Murrill) Murrill - Amanita tephrea Bas - Amanita thiersii Bas - Amanita timida Corner & Bas - Amanita veldiei D. A. Reid & Eicker - Amanita vestita Corner & Bas - Amanita virginea Massee - Amanita virgineoides Bas - Amanita vittadinii (Moretti) Vitt. - Amanita westii (Murrill) Murrill - Amanita xanthogala Bas - Amanita yenii Zhu L. Yang & C. M. Chen - Amanita zangii Zhu L. Yang, T. H. Li & X. L. Wu |

#### SezioneAmidella
| - Amanita avellaneosquamosa (S. Imai) S. Imai - Amanita clarisquamosa (S. Imai) S. Imai in E. J. Gilbert - Amanita curta (Cooke & Massee) E. J. Gilbert - Amanita curtipes E. J. Gilbert - Amanita duplex Corner & Bas - Amanita fallax Tulloss & G. Wright - Amanita floccosolivida Beeli - Amanita fulvopulverulenta Beeli - Amanita fulvosquamulosa Beeli - Amanita goossensiae Beeli - Amanita grisea Massee & Rodway - Amanita irreperta E. J. Gilbert | - Amanita lepiotoides Barla - Amanita neoovoidea Hongo - Amanita olivacea Beeli - Amanita ovoidea (Bull.:Fr.) Link - Amanita pallidogrisea A. E. Wood - Amanita peckiana Kauffman in Peck - Amanita ponderosa Malenç. & R. Heim in Malenç. - Amanita proxima Dumée - Amanita strophiolata Beeli - Amanita subviscosa Beeli - Amanita valens (E. J. Gilbert) Bertault - Amanita volvata (Peck) Lloyd |

#### SezionePhalloideae
| - Amanita alauda Corner & Bas - Amanita alliodora Pat. - Amanita arocheae Tulloss, Ovrebo & Halling - Amanita aurantiobrunnea C. Simmons, T. Henkel & Bas - Amanita aureomonile Tulloss & A. E. Franco - Amanita austroolivacea Raithelh. - Amanita austrophalloides A. E. Wood - Amanita bisporigera G. F. Atk. - Amanita dunensis R. Heim ex Bon & Andary - Amanita eburnea Tulloss - Amanita elephas Corner & Bas - Amanita elliptosperma G. F. Atk. - Amanita eucalypti O. K. Mill. - Amanita exitialis Zhu L. Yang & T. H. Li - Amanita fuliginea Hongo - Amanita gayana (Mont.) Mont. in Gay - Amanita griseoturcosa T. Oda, C. Tanaka & Tsuda - Amanita gwyniana Coker - Amanita herrerae Aroche - Amanita hygroscopica Coker [N. Amer. Phal. key] - Amanita longitibiale Tulloss, Perez-Silva & T. Herrera - Amanita magnivelaris Peck - Amanita manginiana Har. & Pat. | - Amanita manginiana sensu W. F. Chiu - Amanita marmorata Cleland & E. J. Gilbert - Amanita modesta Corner & Bas - Amanita murina Sacc. - Amanita murinacea Pat. - Amanita murinaster A. E. Wood - Amanita oberwinklerana Zhu L. Yang & Yoshim. Doi - Amanita ocreata Peck [N. Amer. Phal. key] - Amanita parviformis (Murrill) Murrill - Amanita peltigera D.A. Reid - Amanita phalloides (Fr.:Fr.) Link - Amanita privigna Corner & Bas - Amanita pseudoporphyria Hongo - Amanita pseudoverna (Murrill) Murrill - Amanita suballiacea (Murrill) Murrill - Amanita subjunquillea S. Imai (incomplete) - Amanita subjunquillea var. alba Zhu L. Yang - Amanita thejoleuca Pat. - Amanita tijbodensis Boedijn - Amanita verna (Bull.:Fr.) Lam. - Amanita verniformis (Murrill) Murrill - Amanita virosa (Fr.) Bertillon in DeChambre - Amanita virosiformis (Murrill) Murrill |

#### SezioneValidae
| - Amanita aestivalis Singer ex Singer - Amanita asteropus Sabo ex Romagn. - Amanita australis G. Stev. - Amanita basiorubra O. K. Mill. - Amanita bharatensis A. V. Sathe & Jeys. Daniel - Amanita brunneibulbosa O. K. Mill. - Amanita brunneolocularis Tulloss, Ovrebo & Halling - Amanita brunnescens G. F. Atk. - Amanita bulbosa (Schaeff.) Lam. var. bulbosa - Amanita campinaranae Bas - Amanita citrina var. grisea (Hongo) Hongo - Amanita citrina f. lavendula (Coker) Veselý - Amanita cyanopus C. Simmons, T. Henkel & Bas - Amanita demissa Corner & Bas - Amanita echinulata Beeli - Amanita elongata Peck - Amanita erythrocephala Neville, Poumarat & Aste - Amanita excelsa (Fr.:Fr.) Bertillon in Dechambre - Amanita flavella E. J. Gilbert & Cleland - Amanita flavipes S. Imai - Amanita flavivolva Murrill - Amanita flavoconia G. F. Atk. var. flavoconia - Amanita flavorubens (Berk. & Mont.) Sacc. - Amanita franchetii (Boud.) Fayod - Amanita fraterna (Murrill) Murrill - Amanita fritillaria (Berk.) Sacc. - Amanita fuliginosa Beeli - Amanita fuscobrunnea A. E. Wood - Amanita fuscosquamosa A. E. Wood - Amanita grisella E. J. Gilbert & Cleland - Amanita griselloides D. A. Reid - Amanita ingwa Grgur. - Amanita innatifibrilla Zhu L. Yang - Amanita kalamundi O. K. Mill. - Amanita innatifibrilla Zhu L. Yang | - Amanita kalamundi O. K. Mill. - Amanita karea G. S. Ridl. - Amanita luteofusca Cleland & E. J. Gilbert - Amanita maculans (Murrill) Murrill - Amanita media Dav. T. Jenkins - Amanita morrisii Peck - Amanita neglecta Boedijn - Amanita neoneglecta Tulloss - Amanita nothofagi G. Stev. - Amanita novinupta Tulloss & J. Lindgr. - Amanita orsonii A. Kumar & T. N. Lakh. - Amanita pausiaca Corner & Bas - Amanita perphaea C. Simmons, T. Henkel & Bas - Amanita picea Tulloss, Ovrebo & Halling - Amanita pilosella Corner & Bas - Amanita porphyria Alb. & Schwein.: Fr. - Amanita radiata Dav. T. Jenkins - Amanita rubescens Pers.:Fr. - Amanita salmonescens Tulloss - Amanita sepiacea S. Imai - Amanita sinocitrina Zhu L. Yang, Z. H. Chen & Z. G. Zhang - Amanita solaniolens H. L. Stewart & Grund - Amanita squamosa (Massee) Corner & Bas - Amanita sordidogrisea A. E. Wood - Amanita strobilaceoides A. E. Wood - Amanita subcitriniceps (Murrill) Murrill - Amanita submaculata Peck - Amanita subphalloides (Murrill) Murrill - Amanita tristis Corner & Bas - Amanita variabilis E. J. Gilbert & Cleland - Amanita virella E. J. Gilbert ex Singer - Amanita walpolei O. K. Mill. - Amanita xanthella Corner & Bas - Amanita xanthomargaros Corner & Bas |

### Specie principali
La specie tipo per il genere è l'Amanita muscaria (L.) Lam. (1783). 
Alcune specie appartenenti al genere sono:
| - Amanita amminoaliphatica - Amanita aspera (Fr.) Hooker (= Amanita franchetii) - Amanita battarrae (Boud.) Bon - Amanita bisporigera - Amanita brunnescens - Amanita caesarea (Scop.:Fr.) Persoon - Amanita jacksonii - Amanita castanopsidis - Amanita ceciliae - Amanita citrina (Schaeff.:Fr.) Pers. - Amanita citrina var. alba - Amanita crocea (Quél.) Singer - Amanita erythrocephala Neville, Poumarat & Fraiture - Amanita excelsa - Amanita flavoconia - Amanita franchetii (Boud.) Fayod - Amanita fraudolenta - Amanita friabilis (P. Karst.) Bas - Amanita fulva - Amanita gemmata Quél. (=Amanita junquillea) - Amanita gioiosa S. Curreli | - Amanita hemibapha - Amanita heterochroma S. Curreli - Amanita muscaria var. Aureola - Amanita ocreata - Amanita ovoidea (Bull.:Fr.) Link - Amanita pantherina (DC.:Fr.) Krombholz - Amanita phalloides (Vaill.:Fr.) - Amanita porphyria - Amanita proxima - Amanita pudica - Amanita rubescens (Pers.) Gray - Amanita rubrovolvata Imai - Amanita spissa (Fr.) P. Kumm. - Amanita strobiliformis - Amanita umbrinolutea - Amanita vaginata (Bull.) Lam. - Amanita verna (Bull.:Fr.) Lam. - Amanita virosa (Secr.) Lam. - Amanita vittadini (Moretti) Vitt. - Amanita volvata |

 = commestibile,  = commestibile con cautela,  = velenoso,  = mortale

## Galleria d'immagini

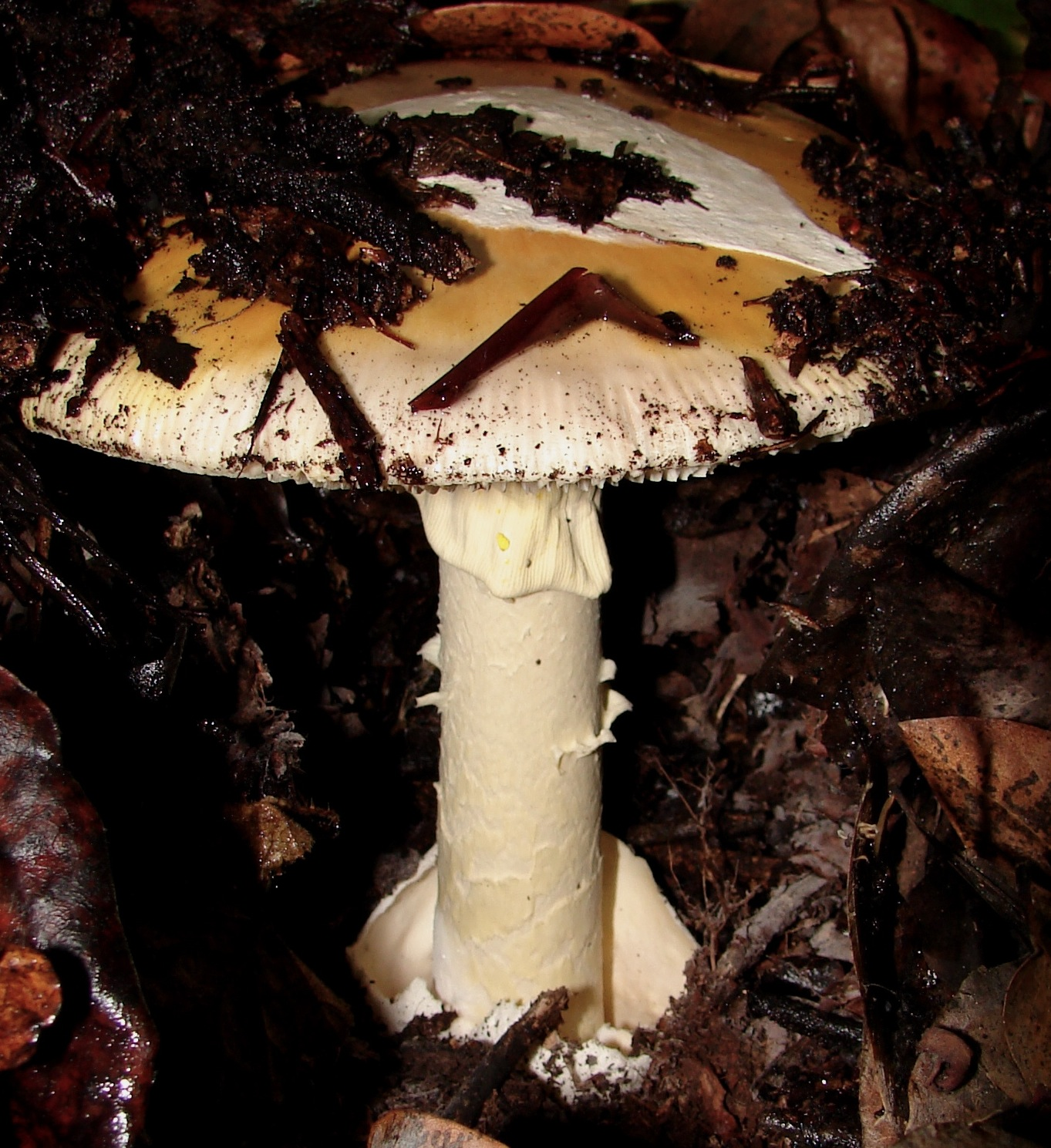
Amanita lanei
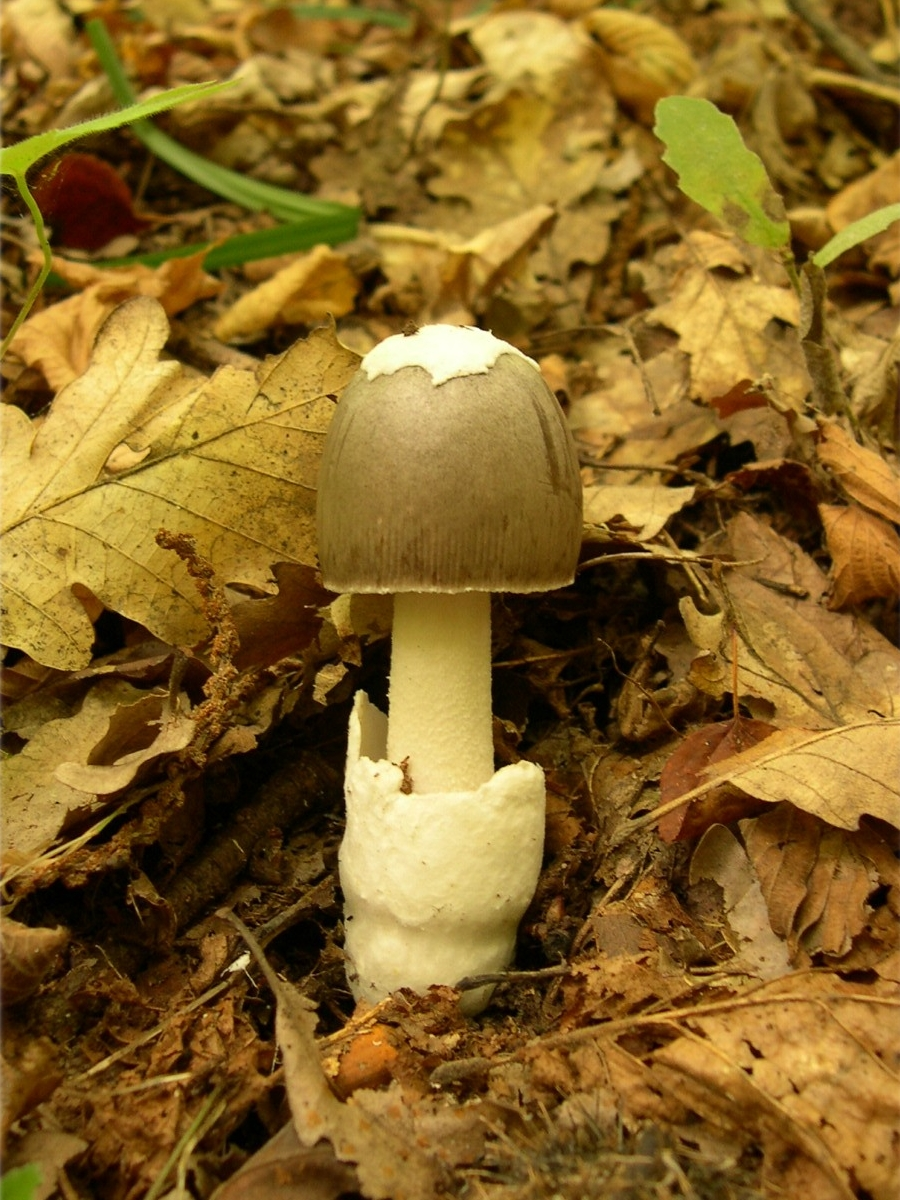
Amanita mairei
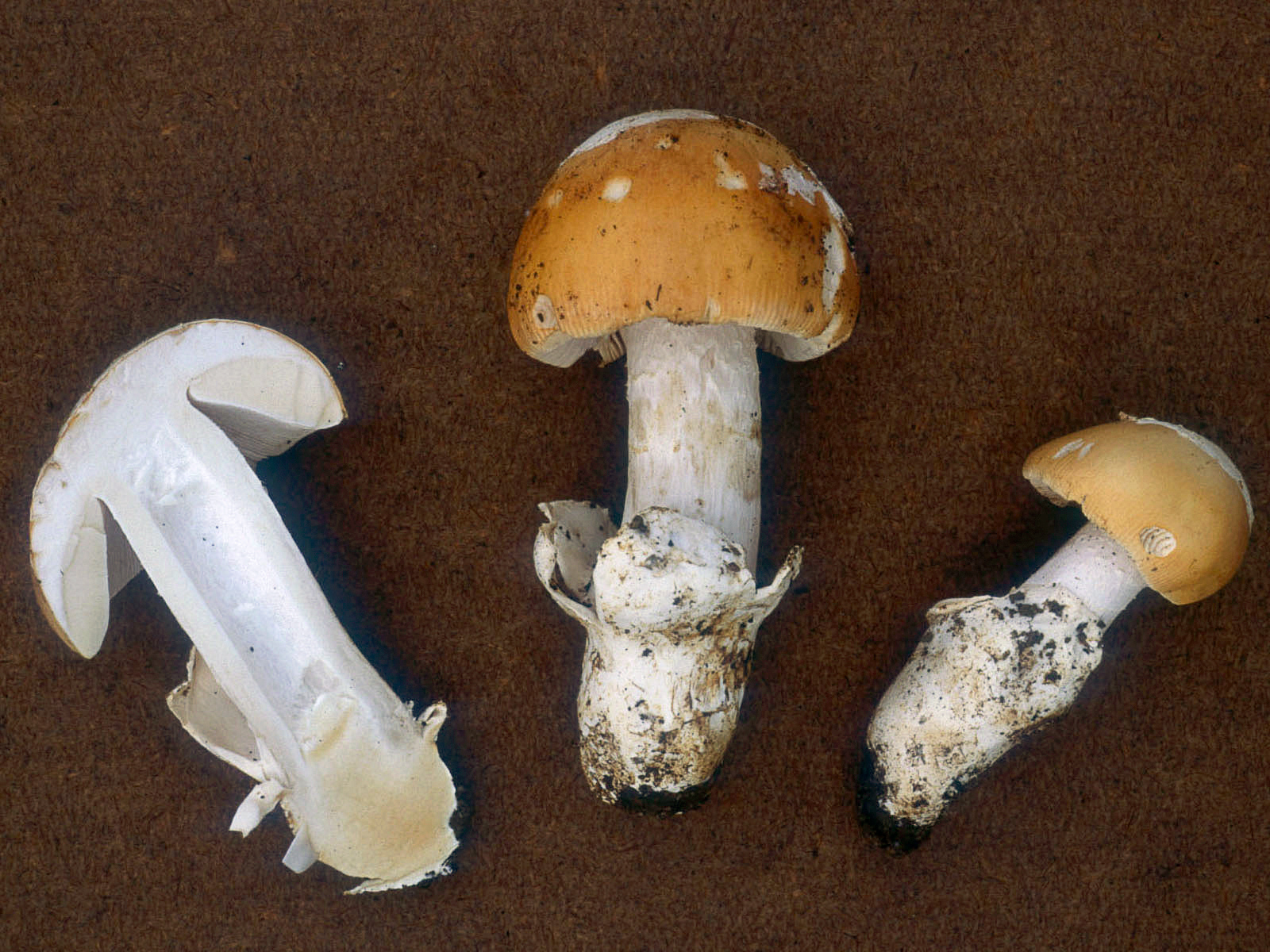
Amanita velosa, specie del gruppo delle "Vaginatae"